# Apechthis compunctor

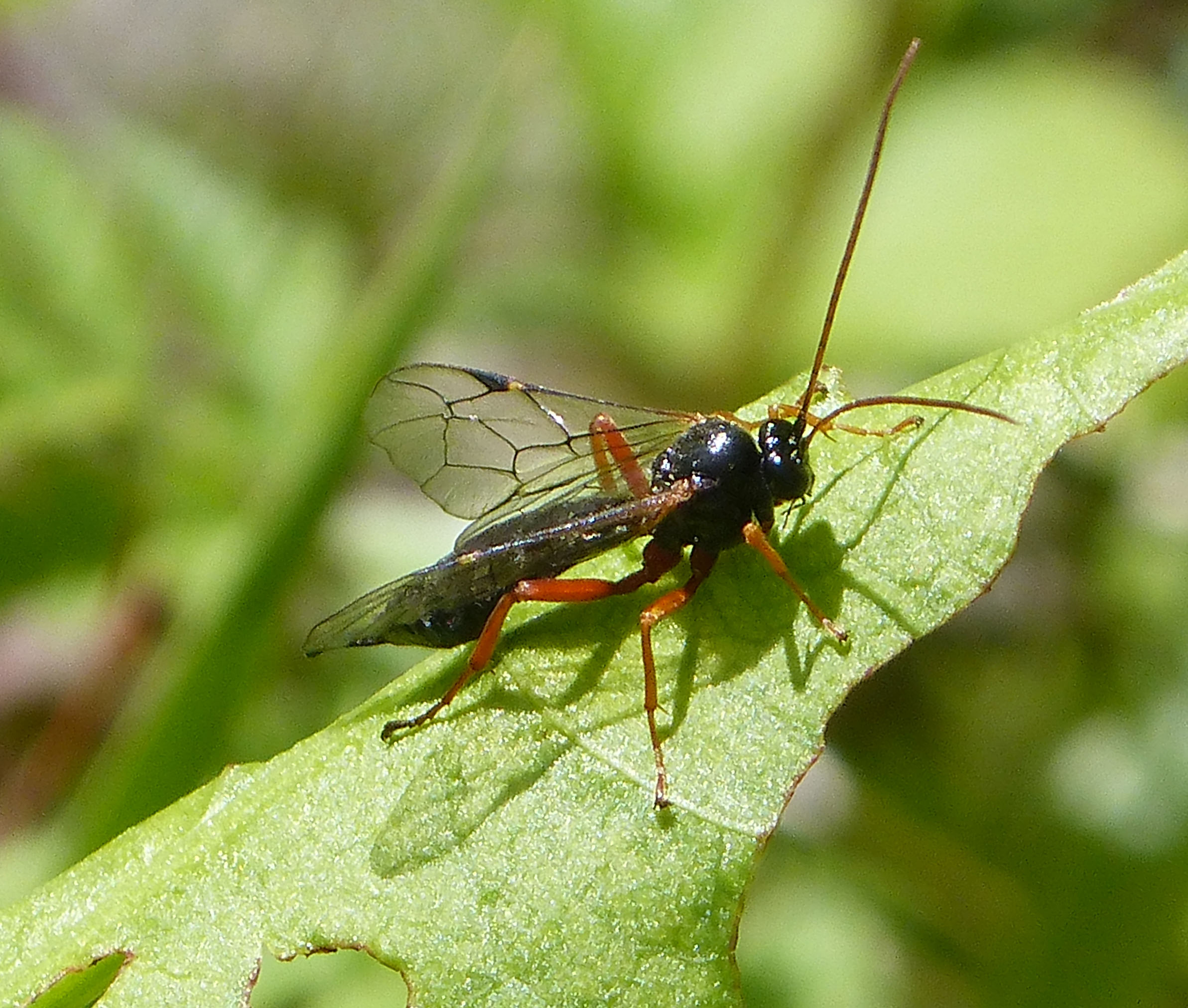
Flügeladerung erkennbar

Apechthis compunctor ist eine Schlupfwespe aus der Tribus Pimplini innerhalb der Unterfamilie der Pimplinae. Die Art wurde von Carl von Linné im Jahr 1750 als Pimpla compunctor erstbeschrieben. Das lateinische Art-Epitheton compunctor bedeutet „angespornt, angeregt“. Apechthis compunctor ist in Deutschland die häufigste der 4 dort vorkommenden Arten der Gattung.

## Merkmale
Apechthis compunctor ist eine mittelgroße Schlupfwespe. Die Weibchen sind zwischen 10 und 15 mm lang, die Länge der Männchen liegt bei 9,5–15 mm. Kopf, Thorax und Hinterleib der Schlupfwespen sind schwarz gefärbt, die Beine sind fast vollständig gelbrot bis rot gefärbt.
Die Weibchen der Gattung Apechthis sind leicht anhand deren Ovipositors (Legebohrer) von anderen zu trennen. Die Spitze des Ovipositors ist nach unten gebogen. Die Beinfärbung von A. compunctor weicht von der der anderen Apechthis-Weibchen in Deutschland ab. Die Männchen lassen sich anhand Freiland-Fotografien nicht bestimmen.
Für die Weibchen gilt: Der Scapus ist schwarz. Der Pedicellus ist schwarz, jedoch auf der Ventralseite gelbrot. Das erste Geißelglied ist oben schwarz, unten gelb gefärbt. Die restlichen Geißelglieder sind rotbraun gefärbt. Der innere Augenrand (Orbit) weist häufig einen sehr schmalen gelben Streifen auf. Die Maxillarpalpen sind mit Ausnahme der schwarzen Basalglieder rotbraun gefärbt. Die Labialpalpen sind dunkelbraun bis schwarz. Die Hinterränder von Scutellum und Postscutellum weisen gelbe Flecke auf. Die Coxae der Vorderbeine sind schwarz, apikal rotgelb gefärbt. Die Tarsen 3–5 der Hinterbeine sind mehr oder weniger verdunkelt.
Für die Männchen gilt: Der Scapus und der Pedicellus sind unten gelb gefärbt. Die Geißelglieder sind auf der Dorsalseite dunkelbraun, auf der Ventralseite gelbrot gefärbt. Die Geißelglieder 5–9 weisen Tyloide (längliche, erhabene Sinnesfelder) auf. Das Labrum weist einen gelben Fleck auf. Der Clypeus ist vollständig gelb gefärbt. Das Gesicht ist mit Ausnahme eines breiten schwarzen Mittelstreifens sowie jeweils einem Fleck unterhalb der Fühlereinlenkungen gelb gefärbt. Das Mesoscutum (Rückenplatte) weist manchmal zwei gelbe Längsstreifen auf. Die Hinterränder von Scutellum und Postscutellum weisen einen gelben Fleck auf. Die Coxae der Vorderbeine sind schwarz, apikal mehr oder weniger gelb. Die hinteren Tibien sind manchmal basal verdunkelt. Die Hintertarsen sind mit Ausnahme des basalen Endes des Metatarsus verdunkelt.

## Verbreitung
Apechthis compunctor ist in der westlichen Paläarktis sowie in der Orientalis verbreitet. In Europa ist die Art weit verbreitet. Das Verbreitungsgebiet reicht von den Britischen Inseln und Fennoskandinavien im Norden bis in den Mittelmeerraum (Iberische Halbinsel, Italien, Korsika, Sizilien) im Süden vor. Im Osten reicht das Vorkommen über Kleinasien, den Kaukasus, Zentralasien, den Altai und Sibirien bis zum Baikalsee.

## Lebensweise
Die Schlupfwespen werden gewöhnlich von Mai bis Oktober beobachtet. Apechthis compunctor ist ein idiobionter Ektoparasitoid von Puppen verschiedener Schmetterlinge, darunter die Gammaeule (Autographa gamma). Man beobachtet die Weibchen gelegentlich beim Durchstreifen der Besenheide-Vegetation in Waldlichtungen und entlang Waldrändern, vermutlich auf der Suche nach geeigneten Wirtspuppen.